# Марія Вікторія Гамільтон
Марія Вікторія Гамільтон (англ. Mary Victoria Hamilton), також Марія Вікторія Дуглас-Гамільтон (англ. Mary Victoria Douglas- Hamilton), (нар. 11 грудня 1850 — пом. 14 травня 1922) — шотландська аристократка з роду Гамільтонів, донька 11-го герцога Гамільтона Вільяма та баденскої принцеси Марії Амалії, дружина спадкоємного принца Монако Альбера Грімальді, а після аннулювання шлюбу — угорського графа Тассіло Фештетича фон Тольна. Матір князя Монако Луї II.

## Біографія
Марія Вікторія народилася 11 грудня 1850 року у замку Гамільтонів у Ланаркширі третьою дитиною та єдиною донькою в родині маркіза Вільяма Дугласа та його дружини Марії Амалії Баденської. Хрещеною матір'ю новонародженої стала королева Вікторія. Дівчинка мала старших братів Вільяма та Чарльза Георга. Мешкало сімейство зазвичай у замку Бродік на острові Арран.
У серпні 1852 року її батько успадкував титул герцога Гамільтона, і родина переїхала до палацу Гамільтонів у Ланаркширі.
Коли Марії Вікторії було 12, її батько раптово помер у Парижі від серцевого нападу. Матір надалі мешкала на віллі Стефанія у Баден-Бадені.
У віці 18 років Марія Вікторія взяла шлюб із спадкоємцем престолу Монако Альбером Грімальді, своїм однолітком. Пара познайомилась у серпні 1869 року на балу, який давали імператор Наполеон III та імператриця Євгенія. Союз влаштувала бабуся нареченого Марія Кароліна Жибер де Ламец, яка спочатку мала намір одружити онука із британською принцесою Марією Аделаїдою Кембриджською. Гамільтони, які за фінансовим становищем були багатшими за Грімальді, були вражені статусом незалежності Монако, як дуже маленької, але суверенної держави. Весілля відбулося 23 вересня 1869 року у шато де Марше на півночі Франції, яке знаходилося у володінні монакського дому. Існує версія, згідно якої Марія Вікторія з ранніх років була знайома з угорським шляхтичем, графом Тассіло Фештетичем фон Тольна, який був закоханим у неї, і під час церемонії вінчання на питання священника відповіла «Ні». 
Шлюб виявився нещасливим. Марія Вікторія вважала чоловіка вродливим, але сама йому не надто подобалася, оскільки, попри визнану красу, він знаходив її «пустоголовою». Дуже скоро він почав ставитися до неї із відкритою зневагою, що межувала із жорстокістю. До того ж середнезмномор'я було надто несхожим на рідну Шотландію принцеси. За кілька місяців, у січні 1870, вагітна Марія Вікторія залишила чоловіка і разом з матір'ю оселилися в Баден-Бадені. Там вона і народила їхнього єдиного синаː Луї (1870—1949) — князь Монако у 1922—1949 роках, був одруженим із французькою комедійною акторкою Жислен Домманже, мав позашлюбну доньку Шарлотту.
До 10 років син із батьком не зустрічався. У 1878 принцеса подала позов до Конгрегації Папської ради щодо анулювання її шлюбу, обумовлюючи це, в тому числі тим, що її мати чинила тиск, аби вона погодилася стати дружиною принца Монако, в іншому випадку вона не зробила б цього з власної волі. Однак, оскільки від союзу була народжена дитина, питання було серйозним, і Папа призначив спеціальний комітет кардиналів для розгляду справи. На початку травня 1879 року відбулося засідання комітету, де, ознайомившись із представленими документами, було заявлено, що вимога позивачки задоволена, і шлюб визнано недійсним. Рішення викликало здивування, і Папа відмовився його підтвердити на тій підставі, що справа відповідача не була представлена з достатньою ретельністю. Дотримуючись звичайного правила в таких випадках, Папа призначив нову комісію для повторного розгляду справи. 3 січня 1880 року шлюб було анульовано римською курією. Дитина була визнана легітимною. 28 липня 1880 правлячий князь Монако Карл III своїм указом розірвав цивільний шлюб подружжя.

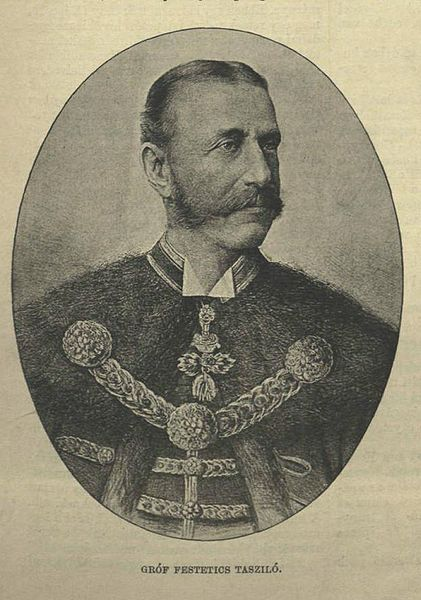
Граф Тассіло Фештетич фон Тольна, 1897

Муж цими двома подіями Марія Вікторія одружилася з графом Тассіло Фештетичем фон Тольна. Весілля відбулося 2 червня 1880 у Будапешті. Нареченим було по 30 років. У шлюбі народила ще четверо дітей.

Перший час пара мешкала у Баден-Бадені. У 1883 році чоловік успадкував володіння батька у Берзенце та Чургой із замком Фештетичей, а за кілька місяців  — і дядька, із палацом Фештетичей у Кестхеї, де він відразу почав відновлювальні роботи. Марія Вікторія керувала розширенням та покращенням палацу та його садів. У палаці надалі зберегалися портрети численних членів її сім'ї, в тому числі один з портретів батька в повному шотландському національному костюмі. По обидва боки від головного входу знаходилися гербові опори з гербами леді Марії та її чоловіка. Бібліотека «Гелікон» в палаці містила багато робіт, які були привезені до Кестхею Марією Вікторією з колекцій її батька та брата з Гамільтонівського палацу. Також, як посаг, вона привезла із собою меблі, які успадкувала від бабусі Сюзан Бекфорд. У 1887 році перебудова палацу у Кестхеї була завершена і він став головною резиденцією родини, де вони приймали принца Уельського разом із герцогом Гамільтоном, короля Саксонії Альберта, ерцгерцога Франца Фердинанда. 

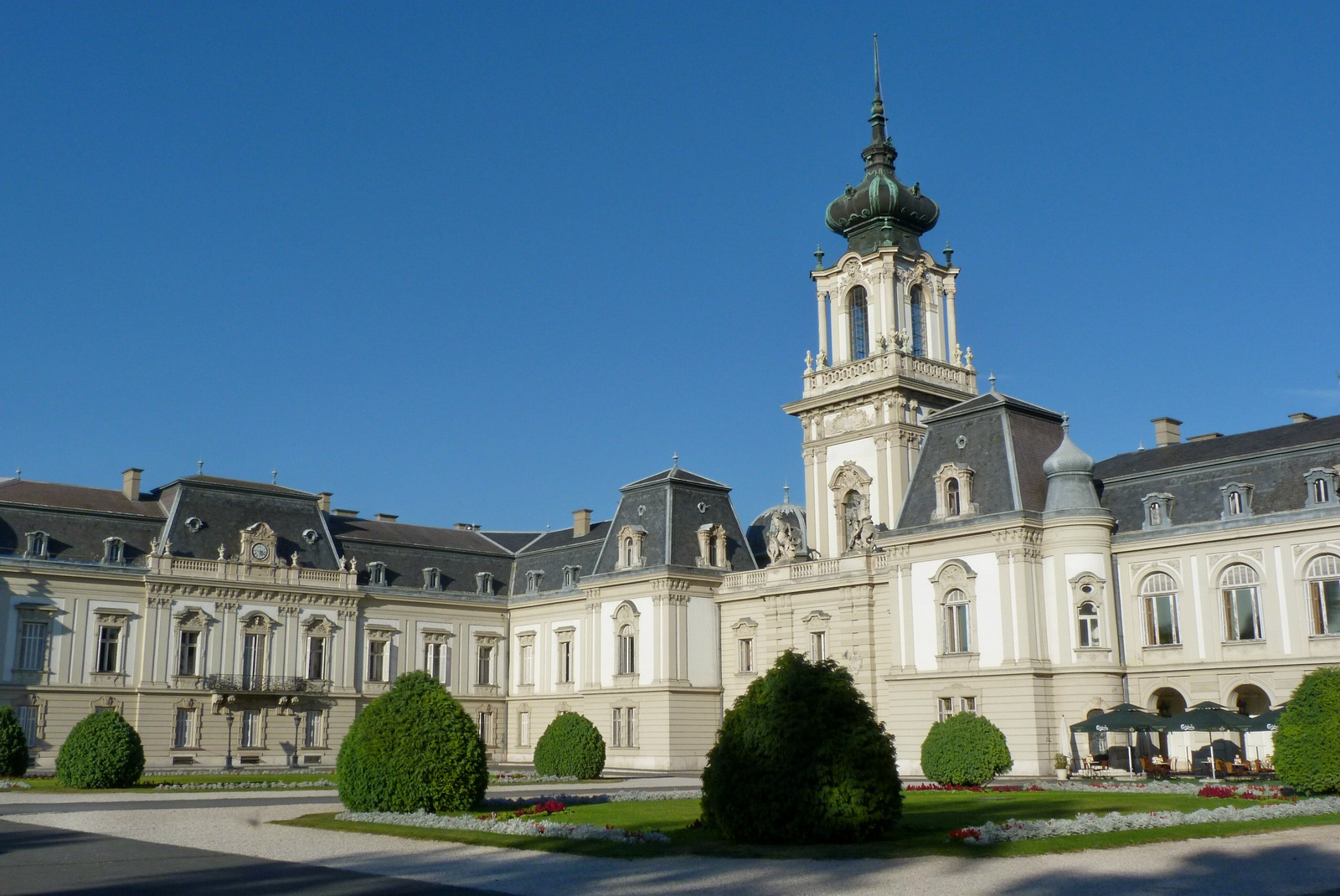
Палац Фештетичей у Кестхеї

У квітні 1887 року замок Фештетечей у Берзенці навідав кронпринц Австрії Рудольф, який знаходився на полюванні. До 1888 року Марія Вікторія щорічно навідувала матір на віллі Стефанія у Баден-Бадені. Родина також часто подорожувала Європою. Її чоловік був відомим спортсменом, заводчиком і мисливцем. У 1911 році австрійський імператор Франц Йосиф I дарував йому титул принца із предикатом Ваша Світлість.
Під час Першої світової війни, завдяки своєму британському походженню, Марії Вікторії вдалося зберегти родинну нерухомість в Угорщині від пограбування.
Вона померла 14 травня 1922 року у Будапешті. Після її смерті чоловік звелів збудувати родинний мавзолеї у Кестхеї на березі озера Балатон. Тимчасово принцеса була похована у парафіяльній церкві Кестхея, а у 1925 році її прах було перенесено до мавзолею. Тассіло Фештетич фон Тольна пішов з життя за одинадцять років після дружини. Похований поруч.

## Родина

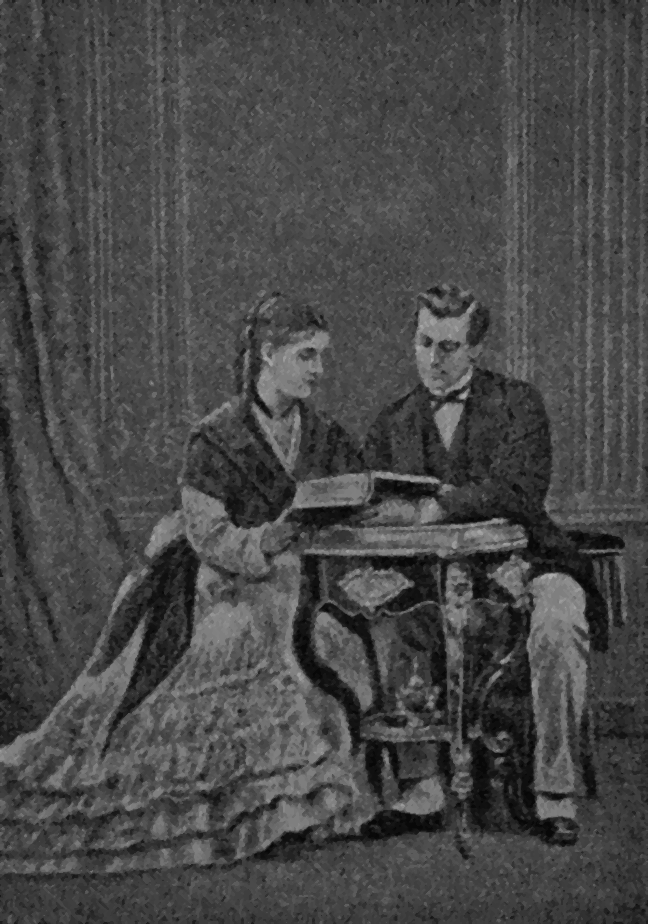
Марія Вікторія із Альбером Грімальді

Чоловік — Альбер I Грімальді, князь Монако
Діти:
- Марія Матильда (1881—1953) — дружина князя Карла Еміля цу Фюрстенберга, мала п'ятеро дітей;
- Дьйордь (1882—1941) — угорський політик та дипломат,[15] був одружений із графинею Марією фон Хаугвіц, мав єдиного сина;
- Александра (1884—1963) — дружина принца Карла Отто цу Віндіш-Грец, а після його смерті — принца Ервіна цу Гогенлое-Шиллінгсюрста, мала трьох дітей;
- Карола Фредеріка (1888—1951) — дружина барона Оскара Гауча фон Франкентурна,[16] дітей не мала.[17]

Чоловік — Тассіло Фештетич фон Тольна
Дітей не було

## Цікаві факти
- Наразі Тассіло Фештетича фон Тольна шанують як «найбільшого угорського аристократа»,[18] а замок в Кестхеї є найвідвідуванішим замком Угорщини.[19]

## Титули
- 11 грудня 1850—21 вересня 1869 — Леді Марія Вікторія Дуглас-Гамільтон;
- 21 вересня 1869—3 січня 1880 — Її Світлість Спадкоємна Принцеса Монако;
- 3 січня 1880—2 червня 1880 — Леді Марія Вікторія Дуглас-Гамільтон;
- 2 червня 1880—21 червня 1911 — Графиня Марія Вікторія Фештетич фон Тольна;
- 21 червня 1911—14 травня 1922 — Її Світлість Принцеса Марія Вікторія Фештетич фон Тольна.